# Sonnenschutzfolie
Eine Sonnenschutzfolie ist meist eine aus Polyethylenterephthalat (PET) bestehende Folie. Sie wird auf Fenster aufgebracht und reduziert die Strahlungsdurchlässigkeit auftreffender Sonnenstrahlen. Die Folie filtert UV-A- und UV-B-Strahlung und Wärmestrahlung.
Der Sonnenschutz entsteht hauptsächlich durch Spiegelung der Strahlen an der Metallbeschichtung der Folie und zum Teil durch Absorption. Andere Arten des Sonnenschutzes sind Sonnenschutzverglasungen, Außenjalousien und Markisen.

Wirkungsweise einer Sonnenschutzfolie

## Herstellung
Die weitaus meisten Sonnenschutzfolien werden aus Polyethylenterephthalat recyclebar hergestellt. Metallisierte Filme, bei spiegelnden Sonnenschutzfolien, werden mit Aluminium oder anderen Metallen im Vakuum bedampft.

### Sputtering
Eine weitere Variante ist das Sputtering mit dem Kathodenzerstäubungsverfahren. Bei diesem Prozess wird durch ein elektrisches Feld zwischen dem Metallblock, dem Target, und dem PET-Film, dem Substrat, in einer Edelgasatmosphäre eine Glimmentladung bewirkt. Dabei entsteht ein Plasma, d. h. ein aus Neutralteilchen, freien Elektronen und positiven ionisierten Edelgasatomen bestehendes, leitfähiges Gas. Die positiven Edelgas-Ionen werden auf das Target hin beschleunigt. Beim Kontakt mit dem Target werden Metallatome gelöst, die mit hoher Geschwindigkeit auf den PET-Film treffen und sich dort sehr gleichmäßig mit dem PET verbinden. Der Vorteil gegenüber der herkömmlichen Bedampfung liegt in der Vielzahl der Metalle, die eingesetzt werden können. Dadurch kann z. B. der Spiegeleffekt, der beim Aluminium entsteht, vermindert werden. Ebenso brauchen PET-Filme nicht eingefärbt zu werden, der Farbeindruck entsteht dann durch die Wahl des verwendeten Metalls (z. B. Kupfer). Es gibt teflonbeschichtete Sonnenschutzfolien für den Dachbereich, bei denen eine Reinigung der Folien so gut wie nicht mehr nötig ist. Der Schmutz kann durch die Teflon-Beschichtung nicht haften und wird mit dem nächsten Regen weggespült.

## Eigenschaften

### Aufbau
Der Aufbau einer modernen, qualitativ hochwertigen Sonnenschutzfolie besteht aus mindestens 6 Schichten.
- Transparente Schutzfolie
- Klebeschicht mit UV-Absorbern
- Klare oder getönte Polyesterfolie mit UV-Absorbern
- Aluminiumbedampfung (oder andere Metalle)
- Klare Polyesterfolie
- Kratzfeste Beschichtung

Es gibt jedoch auch schon einige Folien, die völlig ohne Metall auskommen. Der Empfang von GPS, Radio usw. wird bei der Carbon-Folie nicht mehr beeinträchtigt.

### Wirkung
Je nach Folie und der Art der Verlegung wird die Sonnenwärme reflektiert oder absorbiert. Zu beachten ist, dass mit höherem Sonnenschutz auch die Folie dunkler wird.
Die Zurückweisung der Gesamtsonnenenergie ist je nach Folienart und Verlegung, innen oder außen, bis zu 86 % am Glas reduzierter Strahlung. Die Sonnenschutzfolien verfügen über einen UV-Schutz von ca. 99 %. Zudem bietet eine verspiegelte Sonnenschutzfolie einen Schutz vor neugierigen Blicken am Tage. Selbst „helle“ Sonnenschutzfolien, die kaum auf den Scheiben zu erkennen sind, erreichen eine am Glas reduzierte Strahlung von fast 50 % und einen UV-Schutz von bis zu 99 %.

### Haltbarkeit/Gewährleistung
Die Haltbarkeit einer hochwertigen Folie liegt im Innenbereich bei etwa 15 bis 20 Jahren, im Außenbereich je nach Verlegeart zwischen 6 und 13 Jahren, ohne dass die Folie gravierend an Leistung verliert. Bei Außenfolien sollte die Folienoberfläche mindestens einmal jährlich von Schmutz befreit werden. Durch das Nassreinigen bzw. Säubern der Folie wird die Haltbarkeit der Folie gewährleistet. Schmutz bzw. Verunreinigungen brennen sich ohne Reinigung der Folie in diese ein und zerstören das Folienmaterial.

Die Gewährleistung von Folien liegt, je nach Anforderung und Hersteller, zwischen 2,5 und 10 Jahren für Außenfolien und 5–15 Jahren bei Innenfolien. Es sollte jedoch sehr genau verglichen werden, worauf sich diese Garantien und Gewährleistungen beziehen.

### Montage
Es werden keine speziellen Vorkenntnisse und Werkzeuge benötigt, um ein normales Hausfenster mit Sonnenschutzfolie zu beschichten. 
Die zu beschichtenden Scheiben werden gereinigt. Jede Schutzfolie hat eine extra, klare Folie, um den Klebstoff zu schützen. Diese muss vor der Verlegung entfernt werden. Mit einer Wasser/Spülmittel-Mischung werden die Klebeseite und das Fenster eingesprüht, damit keine Luftblasen unter der Folie verbleiben. Das Wasser wird mit Hilfe einer Rakel herausgeschoben. Je weniger Wasser unter der Folie verbleibt, umso besser ist die Klebstoff-Glasverbindung.

Nach einer Trocknungszeit von ca. 4 Wochen hat die Folie die Endhaftung erreicht. Die Sonnenschutzfolie bleibt fest verlegt ganzjährig am Glas. Die Reinigung der Fenster bleibt wie bei normalem Glas, jedoch sollte viel Flüssigkeit und keine scheuernden Mittel verwendet werden, da sonst die Oberflächenbeschichtung zerkratzt werden könnte.

Beim Auto ist es ratsam, eine Fachwerkstatt aufzusuchen, da die meisten Scheiben gewölbt sind und hier nur eine Fachkraft die geeigneten Kenntnisse, Erfahrungen und Werkzeuge hat. Beim Selbstversuch entstehen meistens Blasen, Knicke, Falten; Staub- und Haareinschlüsse sind keine Seltenheit.
In Deutschland ist nur Folienmaterial mit einer Allgemeinen Betriebserlaubnis oder E-Zeichen zulässig. Auf diesen Folien ist eine ABE-Nummer oder das E-Zeichen aufgedruckt oder meist eingelasert. Bei der Verlegung ist besonders darauf zu achten, dass an jedem verlegten Folienteil die ABE-Nummer ersichtlich ist. Folien ohne entsprechende ABE sind nicht zulässig und führen rechtlich gesehen zur Löschung der Betriebserlaubnis. Beanstandungen durch den TÜV oder auch bei Polizeikontrollen sind zu erwarten und können bei einem Unfall zu Nachteilen des Fahrzeugführers führen.

## Weitere Schutzfolien
Neben den beschriebenen Sonnenschutzfolien werden weitere spezielle Schutzfolien für Flachglas auch im Bereich Splitterschutz, Einbruchhemmung, Anti-Graffiti, Sichtschutz und Projektion eingesetzt.
Splitterschutzfolien

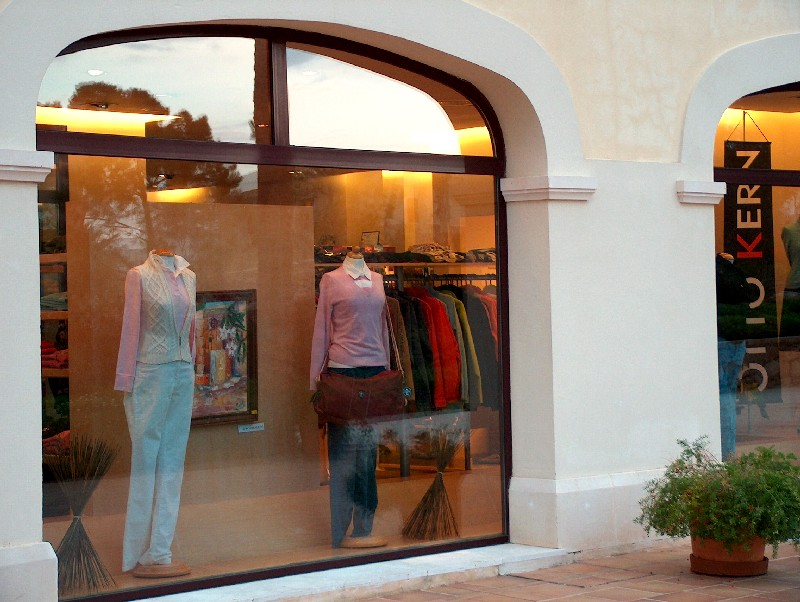
UV-Schutzfolie

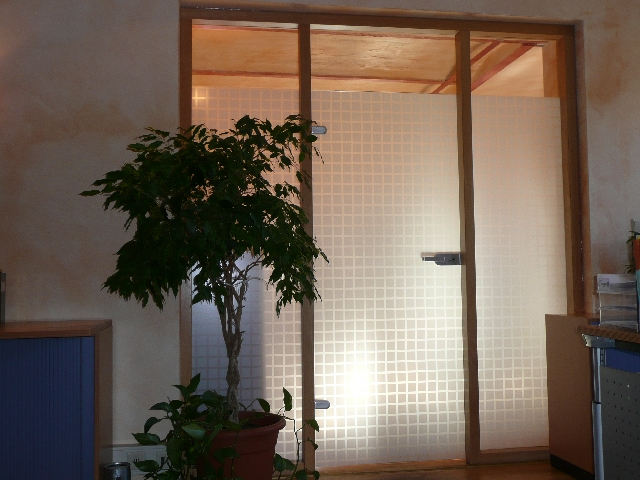
Sichtschutzfolie

Aufbau einer Patentierten Splitterschutzfolie

Diese sind überwiegend transparent und werden zum Schutz vor Glassplittern eingesetzt. Die Folien halten bei einem Glasbruch die Scheibe zusammen und entstehende Splitter werden durch die Folie gebunden. Es können keine Verletzungen durch umherfliegende Glassplitter entstehen. Ein weiteres Einsatzgebiet ist die Lebensmittel herstellende oder verarbeitende Industrie. Auch hier werden die Glasscheiben durch Splitterschutzfolien geschützt, damit bei Glasbruch keine Splitter in die Produktion gelangen können.
Sicherheitsfolien
Diese werden bis zu einer Stärke von über 400 µm (eine normale Sonnenschutzfolie hat ca. 50 µm) hergestellt, z. B. um Einbruchversuche durch das Glas zu erschweren oder zu verhindern. Sie werden von innen auf die Scheiben aufgebracht. Es gibt Sicherheitsfolien, die gemäß geltenden Normen (DIN 52290, EN 356, UL 972) als durchwurfhemmend zertifiziert sind. Weiteres Einsatzgebiet ist der Schutz am Glas vor Anschlägen usw. durch geschossartig umherfliegende Glassplitter. Die Folien sind klar und beeinträchtigen eine Sicht durch die Scheiben in keiner Weise, es sind jedoch auch Varianten mit integriertem Sichtschutz (z. B. Weiß Matt) oder Sonnenschutz (z. B. Silber reflektierend) erhältlich.
Sprengwirkungshemmende Sicherheitsfolien mit einer Stärke von ca. 475 µm bieten Schutz bei Sprengstoffanschlägen durch eine Absorption des Flächendrucks, wie er bei einer Druckwelle infolge einer Explosion erzeugt wird. Gemäß dem deutschen und europäischen Standard werden solche Folien im Druckstoßrohr getestet.
Sichtschutzfolien
Diese Folien gibt es in vielen Variationen (Muster, Tönungen), um vor neugierigen Blicken zu schützen.
Projektionsfolien
Diese sind milchartige Folien, die von innen auf Glas verklebt werden oder aber auch als hängende Variante zum Einsatz kommen. Diese Folien liefern ein sehr scharfes Bild in Vor- und Rückprojektion. Eine Beeinträchtigung durch den Blickwinkel gibt es so gut wie nicht.
UV-Schutzfolien
UV-Schutzfolien gibt es in klarer oder getönter Ausführung. Solarcontrol-Folien haben einen UV-Absorber in der Klebeschicht oder auch zusätzlich im Polyestermaterial. Die UV-Strahlung wird zu 99 % absorbiert. Das bedeutet, dass kein aggressives UV-Licht die beschichtete Glasfläche passieren kann. Diese Folien bieten einen Ausbleichschutz für z. B. Schaufensterauslagen. Man spricht von einem Faktor 4, das bedeutet, dass Waren 4-mal länger dem Sonnenlicht ausgesetzt werden können, bevor diese anfangen, Verbleichungserscheinungen zu zeigen. Einen vollständigen Verbleichungschutz kann man mit einer Folie nicht erreichen, man kann aber das Ausbleichen verzögern.
Anti-Graffiti-Folien
Sie werden vor allem zum Schutz von Schaufensterscheiben von Geschäften und Fensterscheiben in öffentlichen Verkehrsmitteln als „Opferschicht“ eingesetzt. Glasflächen sind ein Ziel von Sprayern, Scratchings (deutsch: Kratzereien) oder auch Etching (deutsch: Ätzen). Die transparenten Folien nehmen Kratzer auf, wobei Klang und Gefühl für den Täter sehr authentisch erscheinen, Tags aus Sprühdosen und Markierstiften haften wie bei einer normalen Glasscheibe. Die Folie kann bei Bedarf rückstandsfrei entfernt werden, ein Austausch der Fensterscheibe ist nicht nötig.